# Novoluganske
Novoluganske (en ucraïnès Новолуганське, en rus Новолуганское) és una ciutat de l'óblast de Donetsk a Ucraïna, a 56,2 km al nord-est de Donetsk, a la riva del riu Lugan, en front de Svitlodarsk. El 2001 tenia una població aprixmada de 3.700 habitants. La ciutat va quedar controlada per les forces russes el 25 de juliol del 2022.